# サムライハート
サムライハート(Samurai Heart)とは日本の競走馬・種牡馬。馬名は英語で「侍の心」を意味する。

## 経歴
- 特記事項なき場合、本節の出典はJBISサーチ[3]

2002年、北海道早来町のノーザンファームで生まれる。ノーザンファーム生産の同期生にはディープインパクト、シーザリオ、ラインクラフト、カネヒキリといったのちのGI優勝馬がいるが、この時点では血統背景からこれらの馬よりも評判が高かった。サンデーサラブレッドクラブでの募集価格は全40口で1口550万円（総額2億2000万円）と設定された。
2004年11月7日、京都競馬場での2歳新馬戦でデビューし、1着。続くエリカ賞はトーセンマエストロの5着に終わり、レース後には右橈骨を骨折。骨折休養によってクラシックを棒に振り、2005年10月に復帰後500万下戦、ドンカスターカップと2連勝。この後間隔を開けて2006年2月のアクアマリンステークスに出走も6着。このあとも体質の弱さから放牧と帰厩を繰り返すなどしたため大成はかなわず、5歳秋までにわずか5戦で競走馬生活を終えた。なお2007年2月に管理していた伊藤雄二の定年に伴って池江泰寿厩舎に転厩したが、池江厩舎所属馬としては一度も走らなかった。

## 競走成績
以下の内容は、JBISサーチ、netkeiba.comに基づく。
| 年月日 | 年月日 | 年月日 | 競馬場 | 競走名        | 格   | 頭数 | 枠番 | 馬番 | オッズ （人気） | 着順 | 騎手 | 斤量 [kg] | 距離（馬場）  | タイム （上り3F） | タイム 差 | 勝ち馬/（2着馬）       | 馬体重 [kg] |
| 2004   | 11.    | 7      | 京都   | 2歳新馬       |      | 7    | 1    | 1    | 1.4（1人）      | 1着  | 武豊 | 55        | 芝2000m（良） | 2:05.6 (34.4)     | -0.2      | （マイネルシルバート） | 508         |
|        | 12.    | 11     | 阪神   | エリカ賞      | 500  | 8    | 8    | 8    | 1.1（1人）      | 5着  | 武豊 | 55        | 芝2000m（良） | 2:03.3 (36.3)     | -0.8      | トーセンマエストロ     | 504         |
| 2005   | 10.    | 8      | 京都   | 3歳上500万下  |      | 18   | 3    | 6    | 1.5（1人）      | 1着  | 武豊 | 55        | 芝1800m（良） | 1:47.3 (34.5)     | -0.2      | （チョウノゾミ）       | 508         |
|        | 11.    | 13     | 京都   | ドンカスターC | 1000 | 15   | 8    | 14   | 1.5（1人）      | 1着  | 武豊 | 55        | 芝1800m（良） | 1:46.3 (34.6)     | -0.0      | （シンメイセレリティ） | 508         |
| 2006   | 3.     | 5      | 中山   | アクアマリンS | 1600 | 16   | 5    | 10   | 2.7（1人）      | 8着  | 武豊 | 56        | 芝1600m（良） | 1:34.8 (34.6)     | -0.4      | メテオバースト         | 508         |

## 引退後
引退後の2008年から優駿スタリオンステーションで種牡馬生活をスタートさせた。シンジケートは即日満口となり、2008年は104頭、2011年は177頭に種付けを行った。初年度産駒は2011年にデビューして5月18日に門別競馬場でのルーキーチャレンジでレイモニが優勝し、産駒の初勝利をあげた。繋養先はのちに沙流郡日高町のクラウンホースメイトに移った。
受胎率の低下などを理由に2021年の種付けシーズンを最後に種牡馬を引退し、その後は一般社団法人アニマルセカンドキャリアに譲渡の上で岩内町で繋養の予定。
2022年1月27日、同年1月18日に肺炎のため死亡していたことがNPO法人ホーストラスト北海道の公式Facebookより発表された。20歳没。

### 主な産駒
- レイモニ（リリーカップ）[17]
- フリオグレイスー（金沢プリンセスカップ）[18]
- オヤコダカ（ブリーダーズゴールドジュニアカップ、北斗盃、王冠賞、赤レンガ記念2回、星雲賞2回、旭岳賞2回、瑞穂賞、コスモバルク記念）[19]
- クリスタルシルバー(マイルグランプリ。2018年度NARグランプリサラブレッド3歳最優秀牡馬)[20]

## 血統表
| サムライハートの血統                              | サムライハートの血統                 | サムライハートの血統             | （血統表の出典）           | （血統表の出典） |
| 父系                                              | サンデーサイレンス系                 | サンデーサイレンス系             | サンデーサイレンス系       | [ § 2 ]          |
| 父 *サンデーサイレンス Sunday Silence 1986 青鹿毛 | 父の父Halo 1969 黒鹿毛               | Hail to Reason                   | Turn-to                    | Turn-to          |
| 父 *サンデーサイレンス Sunday Silence 1986 青鹿毛 | 父の父Halo 1969 黒鹿毛               | Hail to Reason                   | Nothirdchance              |                  |
| 父 *サンデーサイレンス Sunday Silence 1986 青鹿毛 | 父の父Halo 1969 黒鹿毛               | Cosmah                           | Cosmic Bomb                | Cosmic Bomb      |
| 父 *サンデーサイレンス Sunday Silence 1986 青鹿毛 | 父の父Halo 1969 黒鹿毛               | Cosmah                           | Almahmoud                  |                  |
| 父 *サンデーサイレンス Sunday Silence 1986 青鹿毛 | 父の母Wishing Well 1975 鹿毛         | Understanding                    | Promised Land              | Promised Land    |
| 父 *サンデーサイレンス Sunday Silence 1986 青鹿毛 | 父の母Wishing Well 1975 鹿毛         | Understanding                    | Pretty Ways                |                  |
| 父 *サンデーサイレンス Sunday Silence 1986 青鹿毛 | 父の母Wishing Well 1975 鹿毛         | Mountain Flower                  | Montparnasse               | Montparnasse     |
| 父 *サンデーサイレンス Sunday Silence 1986 青鹿毛 | 父の母Wishing Well 1975 鹿毛         | Mountain Flower                  | Edelweiss                  |                  |
| 母 エアグルーヴ 1993 鹿毛                         | 母の父*トニービン Tony Bin 1983 鹿毛 | *カンパラ Kampala                | Kalamoun                   | Kalamoun         |
| 母 エアグルーヴ 1993 鹿毛                         | 母の父*トニービン Tony Bin 1983 鹿毛 | *カンパラ Kampala                | State Pension              |                  |
| 母 エアグルーヴ 1993 鹿毛                         | 母の父*トニービン Tony Bin 1983 鹿毛 | Severn Bridge                    | Hornbeam                   | Hornbeam         |
| 母 エアグルーヴ 1993 鹿毛                         | 母の父*トニービン Tony Bin 1983 鹿毛 | Severn Bridge                    | Priddy Fair                |                  |
| 母 エアグルーヴ 1993 鹿毛                         | 母の母ダイナカール 1980 鹿毛         | *ノーザンテースト Northern Taste | Northern Dancer            | Northern Dancer  |
| 母 エアグルーヴ 1993 鹿毛                         | 母の母ダイナカール 1980 鹿毛         | *ノーザンテースト Northern Taste | Lady Victoria              |                  |
| 母 エアグルーヴ 1993 鹿毛                         | 母の母ダイナカール 1980 鹿毛         | シャダイフェザー                 | *ガーサント                | *ガーサント      |
| 母 エアグルーヴ 1993 鹿毛                         | 母の母ダイナカール 1980 鹿毛         | シャダイフェザー                 | *パロクサイド              |                  |
| 母系(F-No.)                                       | パロクサイド(GB)系(FN:8-f)           | パロクサイド(GB)系(FN:8-f)       | パロクサイド(GB)系(FN:8-f) | [ § 3 ]          |
| 5代内の近親交配                                   | なし                                 | なし                             | なし                       | [ § 4 ]          |
| 出典                                              | 1. 2. 3. 4.                          | 1. 2. 3. 4.                      | 1. 2. 3. 4.                | 1. 2. 3. 4.      |

- 全姉にエリザベス女王杯2勝のアドマイヤグルーヴ、半弟にフォゲッタブル、ルーラーシップ、半妹にグルヴェイグ[23]。